# Такелга
Такелга (устар. Та́к-Елга́, баш. Таҡйылға) — река в России, протекает по Альшеевскому, Аургазинскому и Давлекановскому районам Башкортостана. Приток Уршака. Длина реки составляет 29 км. Площадь водосборного бассейна 255 км².
Начинается между селами Балкан и Николаевка. Течёт в северо-восточном направлении по открытой местности, пересекает села Нигматуллино, Никольское и Филипповку. Впадает в Уршак слева двумя рукавами у села Хусаиново в 105 км от устья.
Основные притоки — Чуюнчи (лв, впадает в 7,9 км от устья), Ярманчи (лв), Сартелга (лв).

## Данные водного реестра
По данным государственного водного реестра России относится к Камскому бассейновому округу, водохозяйственный участок реки — Белая от водомерного поста села Охлебино до города Уфы, без рек Уфы (от истока до посёлка городского типа Шакши) и Дёмы (от истока до водомерного поста у деревни Бочкарёвки), речной подбассейн реки — Белая. Речной бассейн реки — Кама.
Код объекта в государственном водном реестре — 10010201412111100019965.